# El capo (telenovela argentina)
El capo é uma telenovela argentina produzida e exibida pela Telefe entre 14 de maio  e 6 de julho de 2007. 

## Elenco
- Miguel Ángel Rodríguez - Omar Yariff
- Hugo Arana - Don Chichio Mastrogiuseppe
- Roberto Carnaghi - Moisés Svarsky
- Claudia Lapacó - Janah
- Gianella Neyra - Sofía Mastrogiuseppe
- Luisana Lopilato - Ornella Mastrogiuseppe
- Silvia Kutika - Zulima Yamir
- Javier Lombardo - Antonio.
- Mariano Torre - Elías Yariff.
- Laura Cymer - Lucira Yariff.
- Maxi Ghione - Adrián Svarsky.
- Darío Lopilato - Pablo Svarsky.
- María Fernanda Callejón - Silvia Yariff.
- Mike Amigorena - Facundo.
- Carlos Portaluppi - Carlos.
- Pablo Sultani - Mohamed.
- Mariana Prommel - Mirta Yariff.
- Ludovico Di Santo - Yamil.
- Silvina Luna - Luz del Mar.
- Gustavo Monje - Capocha.

## Audiência
O primeiro capítulo teve média de 25,3 pontos de rating. Devido à baixa audiência, a novela foi transferida para o horário das 13:00 a partir de 25 de junho de 2007. Como os resultados não foram satisfatórios, o canal decidiu tirar a novela do ar, tendo sua última emissão em 6 de julho de 2007.

## Prêmios e indicações
| Ano  | Premio               | Categoria                    | Programa         | Resultado |
| ---- | -------------------- | ---------------------------- | ---------------- | --------- |
| 2007 | Premio Clarín        | Melhor Ficção Diária Drama   | El Capo          | Nomeada   |
| 2007 | Premio Clarín        | Atriz Protagonista em Drama  | Claudia Lapacó   | Nomeada   |
| 2007 | Premio Clarín        | Ator Protagonista em Drama   | Roberto Carnaghi | Nomeado   |
| 2007 | Prêmio Martín Fierro | Ator Protagonista de Comedia | Roberto Carnaghi | Nomeado   |
| 2007 | Prêmio Martín Fierro | Ator de reparto em Comedia   | Darío Lopilato   | Nominado  |
| 2007 | Prêmio Martín Fierro | Ator de reparto em Comedia   | Mike Amigorena   | Nomeado   |
| 2007 | Prêmio Martín Fierro | Atriz de reparto em Comedia  | Claudia Lapacó   | Ganhadora |
| 2007 | Prêmio Martín Fierro | Melhor Comedia               | El Capo          | Nomeado   |